# 치키물라

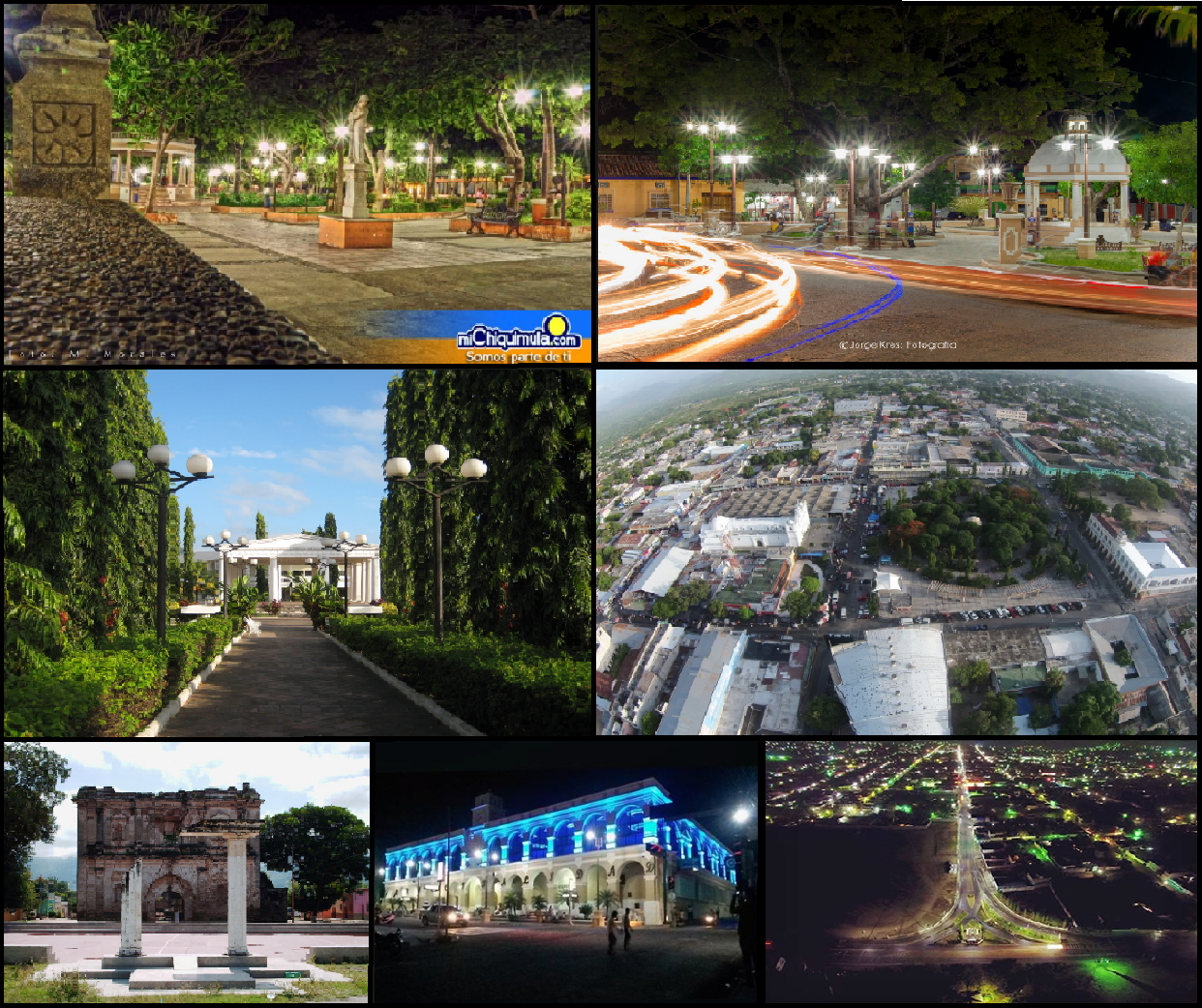

치키물라(스페인어: Chiquimula)는 과테말라의 도시로 치키물라 주의 주도이며 면적은 372km2, 높이는 324m, 인구는 79,815명(2002년 기준)이다. 과테말라의 수도인 과테말라 시에서 167km 정도 떨어진 곳에 위치한다.